# Francisco Javier de Salas González
Francisco Javier de Salas González (Madrid, 1871 - Paracuellos de Jarama, 8 de novembre de 1936) fou un militar espanyol.

## Biografia
Fill del mariner i historiador Francisco Javier de Salas y Rodríguez-Morzo. El 1887 ingressà en el cos de l'Marina Espanyola a la fragata Asturias i comandà el canoner Ardilla durant la Guerra Hispano-estatunidenca (1898). Durant la Primera Guerra Mundial fou delegat del govern espanyol a bord de vaixells-hospital de l'armada italiana. Quan tornà a Espanya fou nomenat capità de fragata del canoner Laya, i el 1921 participa en els combats de Sidi-Driss en la retirada de les tropes espanyoles arran del desastre d'Annual. En 1923 va ser nomenat pel Rei Alfonso XIII Gentilhome de cambra amb exercici.
El 1924 és ascendit a capità de navili i nomenat agregat militar a Roma i adjunt a la Comissió Permanent Consultiva de la Societat de Nacions, amb la qual viatjà a París, Londres i Copenhague. Un cop deixà el càrrec, fou ascendit a contralmirall i comandant general de la divisió de creuers.
El 1931 fou ascendit a vicealmirall i nomenat cap d'estat major de l'Armada. Fou ministre de Marina sota dos dels governs de la II República que es van formar el 1935. En una primera etapa ocuparia la citada cartera ministerial entre el 3 d'abril i el 6 de maig sota la presidència d'Alejandro Lerroux. Posteriorment, entre el 14 de desembre i el 30 de desembre, la tornarà a ocupar sota la presidència de Manuel Portela Valladares.
En esclatar la guerra civil espanyola fou empresonat i assassinat durant les matances de Paracuellos de Jarama

## Obres
- Acciones navales modernas 1855-1900 (1903)
- Disciplina (1922, traducció d'E. B. Fenner)
- Marina Española de la Edad Media. Bosquejo histórico de sus principales sucesos en relación con las Coronas de Castilla y Aragón (1925)
- La guerra submarina alemanya 1916-1918 (inèdita)